# 張文昭
張文昭（1438年—？），字應奎，江西萍鄉縣人，山東平山衛籍，明朝政治人物。同進士出身。

## 生平
天順六年（1462年）壬午科山東鄉試第五十八名。天順八年（1464年）甲申科會試第二百三名，殿試登進士第三甲第一百四十六名。授刑部主事。累左僉都御史。

## 家族
曾祖父張開一。祖父張原真。父亲張貴。